# Empyre One
Empyre One – niemiecki DJ oraz producent muzyki z gatunku Hands Up. Jego kariera rozpoczęła się, gdy w 2007 roku poznał DJ Golluma. Dzięki niemu Christian podpisał kontrakt z wytwórnią Global Airbeatz i rozpoczął wydawanie swoich produkcji pod obecnym pseudonimem. Obecnie jest cenionym producentem w swoim gatunku i staje za konsoletą w największych klubach Europy.

## Dyskografia
Single:
- "I Turn To You (feat. Scarlet) (2008)
- "Dangerous (2008)
- "Moonlight Shadow (2009)
- "Rebel Yell (2010)
- "Mirrors (2012)
- "Moonlight Shadow 2k12 (2012)
- "The Bad Touch" & DJ Gollum (2012)
- "Lost In The Discotheque" (2013)
- "Tricky Disco 2k16" (& Energizer) (2016)

Remixy:
2008
- "In The Shadows" - Andrew Spencer vs DJ Gollum
- "Shooting Star" - Discotronic
- "Hold Me Tonight" - Manian
- "Alive" - Tracore
- "Hold On To Dream" - DJ Fait
- "Fairytale Gone Bad" - DJ Gollum
- "A Live So Changed" - Soulcry

2009
- "Hello" - Jan Wayne
- "Call Me" - Marc Korn vs. Trusted Playaz feat. Mel W.
- "Highway To Disco" - Dave Santo
- "Tell Me Where You Are" - A2B feat. Fara
- "What Can I Say" - Dragon & Hunter
- "Trip To Wonderland" - Like Thiz!
- "Out Of The Sahara" - R.Gee & TeCay
- "As Long As You Want Me" - O’Hara feat. Scarlet
- "Man On Mars" - Ralph Fridge vs Restricted Area

2010
- "One More Try" - Monkey Business
- "Get On The Floor" - DJ Gollum
- "Lost Without You" - Dual Playaz
- "Loco" - DJ Manian
- "Release Me / Schwerelos" - Money G
- "Punkrocker 2.1" - Punkrockerz
- "Superstar" - Pulsedriver

2011
- "Rokk The Floor" - Serenity & Spyer
- "Du Bist Nicht Du" - Money-G
- "I.O.U." - Nick Austin
- "Reviens Moi" - Starbreeze
- "Never Close Your Eyes" - Jack Brontes
- "Here We Are" - DJ THT
- "Poison" - DJ Gollum
- "Lonely" - Movetown feat. Nana

2012
- "Drunken" - Basslovers United
- "Heartbroken" - Halliday
- "Welcome Back" - Sunset Project
- "Could It Be Love" - Justin Corza & Greg Blast Vs Addicted Craze
- "Jeanny 2011" - Money-G feat. Falco
- "All The Girls" - L.A.R.5 feat. Jai Matt

2013
- "Rockstar" - X-Cess
- "Amazing Music" - Starjack (Gollum vs Empyre One Remix)
- "Revolution Reloaded 2K13" - Klubbingman feat. Beatrix Delgado
- "Mono 2 Stereo" - Tomtrax
- "Kill It On The Floor" - Danny Suko & Denny Crane Feat. Tommy Clint
- "Cold As Ice" - Manian & Lance